# Садиба Куликовських (Рокитне)
Садиба Куликовських — садибний комплекс, що належав родині слобідської шляхти родини Куликовських та розташований у с. Рокитне Нововодолазького району Харківської області. Є пам'яткою архітектури XVIII століття місцевого значення. У садибі розташоване Рокитненське спеціалізоване відділення Регіонального механіко-технологічного центру професійної освіти Харківської області.

## Історія
Слобода Рокитне створене наприкінці XVII — на початку XVIII століття Григорієм Єрофійовичем або його сином Федором Донець-Захаржевським. Вперше слобода згадується церковній відомості, датованій 1712 роком.
Після смерті Федора Григоровича слободою володіє його дружина Пелагія та син Іван, але вони вимушені були продати слободу липецькому сотнику Харківського полку Івану Черняку. Після його смерті його дружина вийшла заміж за Матвія Прокоповича Куликовського.
Його син Михайло Куликовський розбудовує садибу у Рокитному: було побудовано одноповерховий палац, триповерховий флігель, оранжерея, стайня, а також ландшафтний парк з доріжками до річки Мокра Рокитна. Пізніше у 1805 році була побудована церква-ротонда Архангела Михаїла.
Проте після смерті Михайла Куликовського садиба була продана його доньками Олександру Никоновичу Андрєєву, який скоро помер, не залишивши по собі нащадків, після чого садиба переходить у державну власність до Міністерства землеробства у 1877 році. Після цього частина будівель (флігель, оранжерея, стайня, частина підземних ходів та огорожа), а парк занепадає.
Палац Куликовських було перетворено за клопотанням штабс-ротмістра П. Палиціна на військову канцелярію, а згодом у садибі розміщувались дача Харківського інституту, дитяча колонія.
На початку XX століття на місці садиби генералом Зарудним була створена садівнича школа, у якій навчалося близько 40 учнів. Пізніше цей навчальний заклад було перетворено на школу механізаторів, яка переживала низку реорганізацій зі збереженням сільськогосподарського профілю, зокрема, існував Рокитненський професійний аграрний ліцей.
У 1950-х роках під час реконструкції до будівлі садиби добудували другий поверх.
На цей час у садибі розташоване Рокитненське спеціалізоване відділення Регіонального механіко-технологічного центру професійної освіти Харківської області.

## Архітектура
На цей час за комплексу будівель садиби Куликовських збереглись двоповерховий палац, двоповерхова господарська будівля, Храм Архангела Михаїла, а також один з входів до підземелля. Їх оточують залишки ландшафтного парку.
Будівля палацу побудована із цегли, у плані н-подібна та має низький цоколь. З обох фасадів центральної частини будівлі існують два канельовані шестиколонні портики доричного ордеру. Будівля має французький руст лопаток на бічних частинах будівлі.
Двоповерхова господарська будівля також побудована із цегли та декорована ризалітами із французьким рустом на першому поверсі. Також будівля має широкі віконні наличники, які створені у техніці фігурної цегляної кладки.
Вхід у підземелля у плані невелика квадратна будівля у цокольному поверсі.